# تيتسورو ميورا
تيتسورو ميورا (باليابانية: 三浦 哲郎) (مواليد 12 أبريل 1956)، هو لاعب كرة قدم ياباني سابق.

## وصلات خارجية
- J.League Data Site (باليابانية)